# Eritreu (Monarquia Lusitana)
Eritreu ou Erythreio é uma figura lendária, supostamente filho de Palatuo, que faz parte da lista de reis lendários mencionados por vários autores portugueses e espanhóis (entre os Séc. XVI e XVIII).

## Monarchia Lusytana (de Bernardo Brito)
Bernardo de Brito, na Monarchia Lusytana, refere que Eritreu seria filho de Palatuo tendo recebido deste a sucessão na Hispania.
Considera que a ilha Eritreia associada ao seu nome seria a ilha de Cadiz. É mencionado na Monarchia Lusytana no Capítulo 20:

Do rei Eritreu, senhor de Espanha, do que em seu tempo fez a gente Lusitana com alguma opiniões acerca da Ilha Erytreia..